# マグヌス1世 (スウェーデン王)

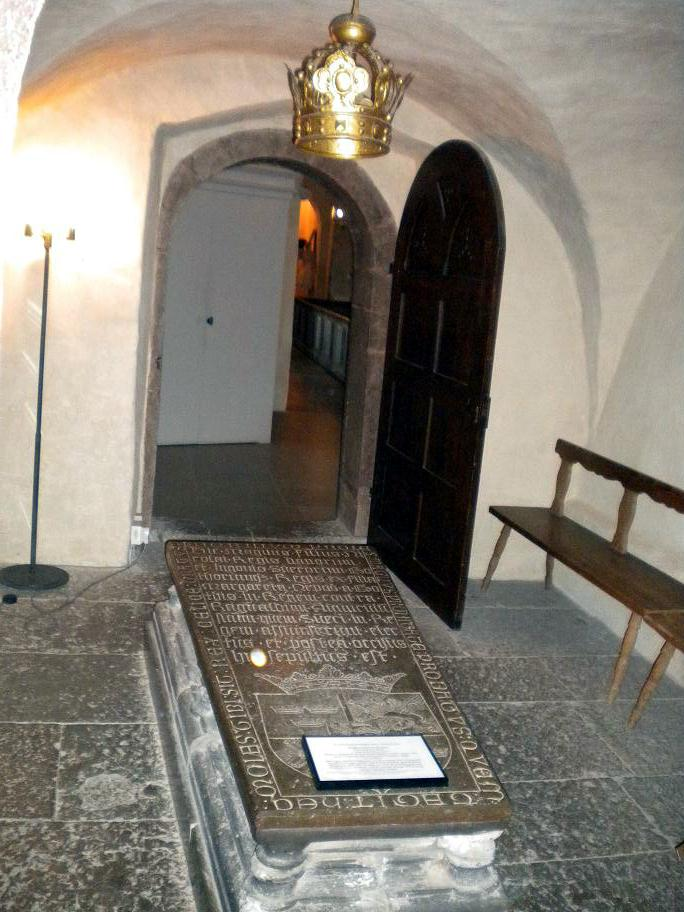
マグヌス王の墓碑は16世紀にヴレタ修道院に置かれたのが墓地とされているが、実際の埋葬地の場所は不明。

マグヌス・ニルソン（スウェーデン語: Magnus Nilsson,  デンマーク語: Magnus Nielsen、1106年ごろ - 1134年6月4日）またはマグヌス1世（Magnus I）は、エストリズセン家の初代スウェーデン王（在位:1125年 - 1130年）。彼がスウェーデン人によって王に選出されたかどうかは論争の的となっているが、今日では歴史的なスウェーデンの君主の一人として認められている。スノッリ・ストゥルルソンはマグヌス強王（Magnus the Strong）の名を与えている。
マグヌスはまた、1134年4月15日からその死までデンマーク共治王であった。

## 生涯

### 生い立ち
マグヌスの父はデンマーク王ニルス、母はスウェーデン王インゲ1世の娘マルガレータである。長兄インゲは乗馬中の事故により死去しており、マグヌスが父ニルスの唯一の継承者であった。背が高く強い青年に成長した。年代記ではその政治的選考により、マグヌスの性格に関して異なった形で記されている。ほぼ同時代の『ロスキレ年代記』は、マグヌスを陽気で寛大で「堅実さを好む性格」であったとしている。一方でサクソ・グラマティクスは、マグヌスは生まれつき恵まれた資質を備えていたが、凶暴な獣であったと記している。

### 王位への道
母マルガレータの従兄弟スウェーデン王インゲ2世が1120年代に死去したとき、マグヌスはインゲ1世の長孫として王位を主張した。年代記作者サクソ・グラマティクスによると、マグヌスはヨーテボリのイェート族（Götarna）に認められたが、王を選ぶ特権は伝統的にイェート族の北にあった別の部族スヴェーア族が持っていたという。
『ヴェストゥイェータ法書』内の短い年代記にはマグヌスについて記されていないが、インゲ2世の死後にスヴェーア族はラグンヴァルド・クナフェブデを選んだとしている。ラグンヴァルドは即位後の巡行のおいて人質を連れて行かなかったため、イェート族を恐れていないとして侮辱した形となった。その報復として、ラグンヴァルドはイェート族によって1129年ごろに殺害された。この後、ヴェステルイェートランドの法務官Karl av Edsväraがこの時期にこの地域を統治し、資料ではヤールまたは「王」として記されている。
サクソ・グラマティクスはラグンヴァルドの名前を挙げていないが、マグヌスが王に選ばれたことに対してスウェード族が王を選出したことに触れ、その王がイェート族に殺されたとし、「ラグンヴァルドの死後、権力はマグヌスに移された」と記している。マグヌスはスウェーデンのどの王名表にも王として記されておらず、実際にどこまで権力が及んでいたかについては疑問が残る。

### 治世
この時期の文献より、キリスト教信仰がまだどこでも行われていなかったことが示されている。ウプサラ司教シワルドゥスは1123年にハンブルク＝ブレーメン大司教に任じられたが、1130年に「異教徒により」避難することを余儀なくされた。また司教ヘンリクはシグトゥーナにおいてデンマークの大司教アッサーから任じられ、マグヌスの強力な支持者であった。この変化はまた、ハンブルク＝ブレーメン大司教とデンマークのルンド大司教の対立を示している。サクソ・グラマティクスの年代記には、マグヌスが遅ればせながらスウェーデンの一部に遠征を行い、聖なる島で強奪したトールの鎚をいくつか持ち帰ったという話も記されている。いまだ十分なキリスト教化がなされていなかったスヴェーア族は、マグヌスのことを神々を奪った神殿を汚した者と見なした。
1127年ごろ、マグヌスはポーランド大公ボレスワフ3世の娘リクサと結婚した。1130年、マグヌスはボレスワフ3世を支援してリューゲン島を征服した。ポーランド軍とデンマーク艦隊は、リューゲン島におけるポーランドの支配をラーン人に認めさせた。

### デンマークの内戦
1131年、マグヌスは従兄弟でデンマーク王位継承の対抗者であったクヌーズ・レーヴァートを殺害した。その後いまだ王として認められていたイェータランドに戻った。マグヌスは最終的にニルスの支持を得たが、クヌーズ・レーヴァートの異母兄エーリク・イムーネとの内戦に巻き込まれた。この内戦はスウェーデンにおけるマグヌスの地位を弱めた。スヴェーア族は、エステルイェートランドの領主であったスヴェルケル1世を国王に選んだ。サクソ・グラマティクスの年代記によると、これは1132年ごろのことであったという。
マグヌスと父ニルスは、最終的に1134年6月4日にスコーネのフォテヴィクの戦いで敵と戦った。サクソ・グラマティクスによると、ニルスはエーリク・イムーネが近づくとパニックになり逃げたが、マグヌスは覚悟を決めた部下からなる小隊で敵に立ち向かった。「マグヌスは、かつての勇名を覆さないために、逃げるよりも死を選んだ。無謀に戦い、多くの敵を殺したとき、ついにマグヌスは周囲に積み重なった死体の山の上に倒れた」という。 明らかな敗北の後にニルスは船で逃げたが、同年のうちに殺された。

## 子女
ポーランド大公ボレスワフ3世の娘リクサとの間に2男をもうけた。
- クヌーズ5世（1129年 - 1157年） - デンマーク王（1146年 - 1157年）
- ニルス（1130年 - 1158年）

マグヌスの死後、未亡人となったリクサはバルト海の向こう側に戻り、そこでリューリク家のミンスク公ヴォロダリ・グレボヴィチと結婚した。リクサは後にスウェーデンに戻り、マグヌスを倒したスヴェルケル1世と3度目の結婚をした。
マグヌスの息子クヌーズ5世は、はとこであるスヴェン3世とデンマーク王位を争った。クヌーズ5世が1157年に死去したとき、マグヌスの正嫡の子孫は断絶した。クヌーズ5世の庶長子ニルスは1180年に死去した。クヌーズ5世の死後に生まれた庶子で、シュレースヴィヒ司教、ブレーメン大司教であったヴァルデマーは、マグヌス1世の最後の直系の男子の子孫であったが、1236年に死去した。